# Устиново (Осинский район)
Устиново — село в Осинском городском округе Пермского края России.

## История
Известно с 1678 года. В то время, в Устинове уже имелось 9 дворов и проживало 69 человек. Во второй половине XVIII века через населённый пункт проходил Сибирский тракт. В 1854 году была возведена деревянная православная церковь, освящённая годом позже во имя Вознесения Господня (закрыта в 1938 году, здание отдано под школу). С 1860 года являлось центром Устиновской волости.
До 2019 года входило в состав ныне упразднённого Паклинского сельского поселения Осинского района.

## География
Расположено левом берегу реки Осинки. Абсолютная высота — 96 метров над уровнем моря.
Климат
Климат характеризуется как умеренно континентальный, с продолжительной холодной зимой и коротким относительно тёплым летом. Средняя температура воздуха в зимний период составляет −10 °С (абсолютный минимум — −54 °С), в летний период — 20 °С (абсолютный максимум — 38 °С). Среднегодовое количество осадков — около 598 мм. Снежный покров держится в течение 160—170 дней в году.

## Население
| 2010 |
| ---- |
| 124  |

Половой состав
По данным Всероссийской переписи населения 2010 года в половой структуре населения мужчины составляли 45,2 %, женщины — соответственно 54,8 %.
Национальный состав
Согласно результатам переписи 2002 года, в национальной структуре населения русские составляли 98 % из 124 чел.